# 卢克曼·哈基姆
卢克曼·哈基姆·沙姆苏丁（2002年3月5日—）是一名马来西亚足球运动员，场上司职前锋，目前效力于马来西亚足球超级联赛球队森美兰。

## 早期生涯
卢克曼·哈基姆最早被马来西亚国家足球发展计划学院发现，然后去到了莫赫塔尔·达哈里青训学院进行更一步的深造。他曾在2020年被马来西亚进球网评为最有潜力的马来西亚籍足球运动员之一。

## 俱乐部生涯

### 皇家科特赖克
2019年9月20日，马来西亚商人陈志远控股的比甲球队皇家科特赖克官方宣布，卢克曼·哈基姆转会加盟，他与俱乐部签下了5年合约。
卢克曼·哈基姆计划在他的18岁生日当天与他的新球队正式签署合同，但是由于2019冠状病毒疫情，他无法前往比利时，他最终加盟了马来西亚第二级别球队雪兰莪预备队。卢克曼最后决定在时机成熟的时候再加盟欧洲球队。
2020年7月，雪兰莪官方宣布，卢克曼·哈基姆加盟皇家科特赖克。 他将从2020年8月13日与球队的U21一起训练，为期三周。2020年10月24日，卢克曼在球队3-1输给安德莱赫特的比赛前进入了球队的大名单，并在比赛的第74分钟替补上场，完成了联赛首秀。

## 国家队生涯

### 青年国家队
卢克曼·哈基姆从U16开始就一直代表马来西亚出战各个级别的青年队比赛。他随国家队参加了在马来西亚吉隆坡举办的2018年U-16亚锦赛。 2018年9月20日，在马来西亚6-2大胜塔吉克斯坦的小组赛首战中， 卢克曼·哈基姆打进4球，上演了大四喜，并送出了一记助攻。马来西亚最终止步小组赛，但他打满了球队的每一场比赛，并获得了赛事的金靴奖。
后来，他进入了马来西亚U19征战2019年越南东南亚足协U-19青年锦标赛的大名单。卢克曼·哈基姆在该届赛事中发挥了很大的作用， 他在5场比赛中打进4球，帮助球队晋级决赛。在最终的决赛中，马来西亚0-1不敌澳大利亚，获得亚军。
2019年11月2日，卢克曼·哈基姆进入了马来西亚的2019年东南亚运动会20人大名单。

## 生涯数据

### 俱乐部
最後更新：2020年11月18日
| 俱乐部       | 赛季     | 联赛     | 联赛 | 联赛 | 杯赛 | 杯赛 | 其他 | 其他 | 总共 | 总共 |
| 俱乐部       | 赛季     | 级别     | 出场 | 进球 | 出场 | 进球 | 出场 | 进球 | 出场 | 进球 |
| ------------ | -------- | -------- | ---- | ---- | ---- | ---- | ---- | ---- | ---- | ---- |
| 雪兰莪预备队 | 2020     | 马来首   | —    | —    | —    | —    | —    | —    | —    | —    |
| 皇家科特赖克 | 2020-21  | 比甲     | 1    | 0    | 0    | 0    | —    | —    | 1    | 0    |
| 生涯总共     | 生涯总共 | 生涯总共 | 1    | 0    | 0    | 0    | —    | —    | 1    | 0    |

1. ↑  包括马来西亚足总杯和比利时杯

## 荣誉

### 国家队
马来西亚U19
- 东南亚足协U-19青年锦标赛亚军：2019

### 个人
表现
- U-16亚锦赛金靴奖: 2018